# Brother Jack McDuff
Eugene McDuffy, conocido como Brother Jack McDuff (Champaign, Illinois, 17 de septiembre de 1926-Minneapolis, Minnesota, 23 de enero de 2001) fue un organista, pianista y compositor estadounidense de jazz.

## Historial
Pianista y organista autodidacta, comenzó a tocar en diversos clubs de Nueva York antes de realizar estudios en Cincinnati (Ohio) y recibir clases de Wild Bill Davis. Entre 1956 y 1958 tocó en el medio oeste y en Chicago con varios artistas, antes de formar su propio trío, en 1959. Realizó grabaciones con Jimmy Forrest, Leo Wright, Red Holloway y otros, tocando además en la big band de Benny Golson (1963), después con Grant Green y, ya en 1964, con George Benson. Realizó varias giras por Europa y actuó frecuentemente en grandes festivales (Antibes/Juan-les-Pins, Estocolmo, Newport...) hasta finales de la década de 1970, tanto tocando órgano, como piano. Realizó, además, un gran número de grabaciones, tanto como líder de su trío como acompañando a Roland Kirk, Jimmy Witherspoon, King Curtis, Sonny Stitt, Gene Ammons, Kenny Burrell y otros. Aunque con problemas de salud, McDuff continuó tocando durante los años ochenta y noventa, realizando incluso giras por Japón. Falleció de un infarto de miocardio, a los 74 años.